# Guadalupe (Spagna)
Guadalupe è un comune spagnolo di 2.288 abitanti situato nella comunità autonoma dell'Estremadura (nella provincia di Cáceres), sui pendii della sierra dallo stesso nome ai confini con la Castiglia, vicino al fiume Guadalupejo. È noto per il famoso santuario di Nuestra Señora de Guadalupe, fondato nel 1340 da Alfonso XI, re di Castiglia, 
dopo aver vinto i Mori nella battaglia del rio Salado.

## Storia
Il luogo dove Alfonso XI fece costruire il Monasterio de Nuestra Señora de Guadalupe era in precedenza occupato da una piccola chiesa costruita nei primi anni del secolo XIV per accogliere una statua in legno della Madonna che secondo la tradizione fu scolpita da San Luca evangelista e donata dal papa Gregorio I a San Leandro arcivescovo di Siviglia. Quando gli Arabi nel 711 sbarcarono a Gibilterra e intrapresero la conquista della Spagna un gruppo di sacerdoti per evitare che finisse in mano agl'infedeli la prese e la seppellì nei pressi del fiume di Guadalupe. All'inizio del XIV secolo un pastore disse che gli era apparsa la Madonna e gli aveva detto di diseppellire la statua e di costruire una chiesa nel luogo dell'apparizione. Scavando i sacerdoti rinvennero la statua e in breve tempo fu costruita la cappella. Si instaurò il culto di questa Madonna e nel 1326 cominciarono a giungere i primi pellegrini. Nel frattempo si ebbe un nuovo sbarco di Musulmani Berberi che, provenienti dal Sahara, avevano occupato il Marocco e volevano occupare anche la Spagna favoriti anche dalla disgregazione del califfato di Cordoba nei 23 regni taifas. il capo berbero Abn-al-Arsan, detto il Sultano negro, s'imbarcò a Ceuta e sbarcò a Tarifa con un esercito per partire alla conquista della Spagna.
Alfonso XI di Castiglia appena ebbe notizia dello sbarco si preoccupò e prese le contromisure, inviò delle truppe a Tarifa che fu messa sotto assedio. Mandò inoltre una flotta per impedire l'invio di rinforzi e di rifornimenti dall'Africa alle truppe berbere che continuavano a combattere violentemente, ma una tempesta causò l'affondamento di diverse navi. I nobili castigliani suggerivano al re di concludere la pace col Sultano, ma il re era fermo nel proposito di ricacciarlo da dove era giunto, prese accordi col re del Portogallo e ottenne dal papa Gregorio I l'indulgenza plenaria per chi si arruolasse per combattere i Berberi. Riuscì così a formare un esercito di 25.000 fanti e 15.000 cavalieri che mosse da Siviglia verso Tarifa appoggiato dalla flotta dalla parte del mare, mentre il re del Portogallo Alfonso IV attaccò il regno arabo di Granada. Lo scontro fra Cristiani e Musulmani guidati da Omar, figlio del sultano, si verificò presso un guado del rio Salado ebbe fasi alterne, a un certo momento le truppe castigliane si sbandarono e indietreggiarono fuggendo, intervenne allora l'arcivescovo di Toledo Gil Albornoz che affiancò il re e con un infiammato discorso riuscì a infondere coraggio ai soldati cristiani che ripresero a combattere, mettendo in fuga i nemici e infliggendo loro gravissime perdite. Alfonso XI attribuì la vittoria alla protezione della Vergine di Guadalupe e nel 1340 fondò il Real Monasterio de Nuestra Señora de Guadalupe che ebbe particolari cure e donazioni durante le scoperte e le conquiste d'America.
Il culto della Madonna di Guadalupe accompagnò i protagonisti di queste imprese e si diffuse nelle territori conquistati rafforzato anche da un'altra apparizione miracolosa che avvenne nel 1531 nei pressi di Città del Messico. Qui un azteco convertito al cristianesimo ebbe per tre volte la visione della Madonna, che lasciò anche la sua immagine sul suo mantello, oggi conservato nella basilica eretta in suo onore a Città del Messico e che rimase indenne nel 1921 nel corso di un attentato dinamitardo contro l'edificio. Diverse sono le località nel mondo che hanno assunto il nome di Guadalupe.
Il monastero di Guadalupe in Spagna, ampliatosi in epoche diverse, fu abbandonato nel 1835 in conseguenza della legge di desamortización di Mendizábal (1790-1853) con la quale si confiscarono i beni immobiliari degli enti ecclesiastici che furono messi all'asta; ma nel 1908 fu rioccupato dai francescani. Il 12 ottobre 1928 la Madonna di Guadalupe fu proclamata patrona e regina dei popoli di lingua spagnola e, in particolare, dell'America latina, per mano del cardinale Pedro Segura, arcivescovo di Toledo e primate di Spagna, alla presenza del re Alfonso XIII, su speciale mandato di papa Pio XI. Il 4 novembre 1982 Giovanni Paolo II si fermò nel santuario, venerando l'immagine della Madonna durante il suo viaggio pastorale in Spagna, tenendo un'omelia sulle migrazioni.

## Il complesso architettonico
Il complesso monumentale è costituito da diversi edifici, la chiesa del 1349-1363 gotica mudéjar nella facciata che è affiancata da torrioni e accessibile con una scalinata; a tre navate gotiche l'interno ha cappelle rinascimentali con molte opere d'arte. Il'chiostro mudéjar, che racchiude un bel giardino con fontana moresca al centro, è della fine del XIV secolo. Il Museo de las Miniaturas nella sala capitolare contiene messali e antifonari medievali miniati, oreficerie dei secoli XV-XVI e dipinti. Il camarín, cioè la nicchia che racchiude la statua nera della vergine rivestita di paramenti preziosi, è del secolo XVIII, è sovrastato da una cupola e ha diversi quadri della vita della Madonna di Luca Giordano. Il chiostro gotico dei secoli XIV-XVI è a doppio ordine di archi. Fanno parte del complesso monastico anche la Iglesia nueva del 1730 e la Hostellería de los nobles del 1512.

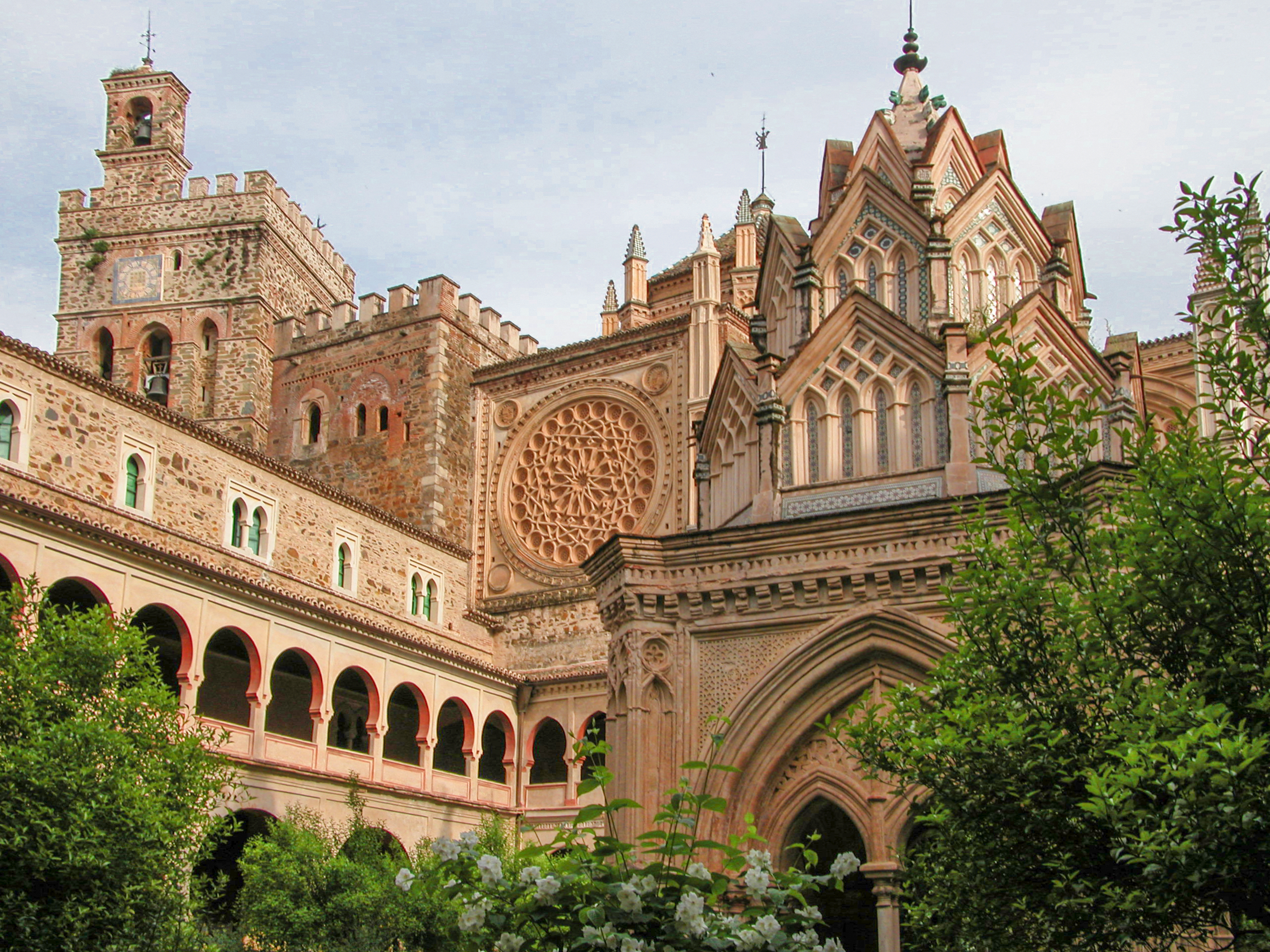
Monastero "Nuestra Señora de Guadalupe"
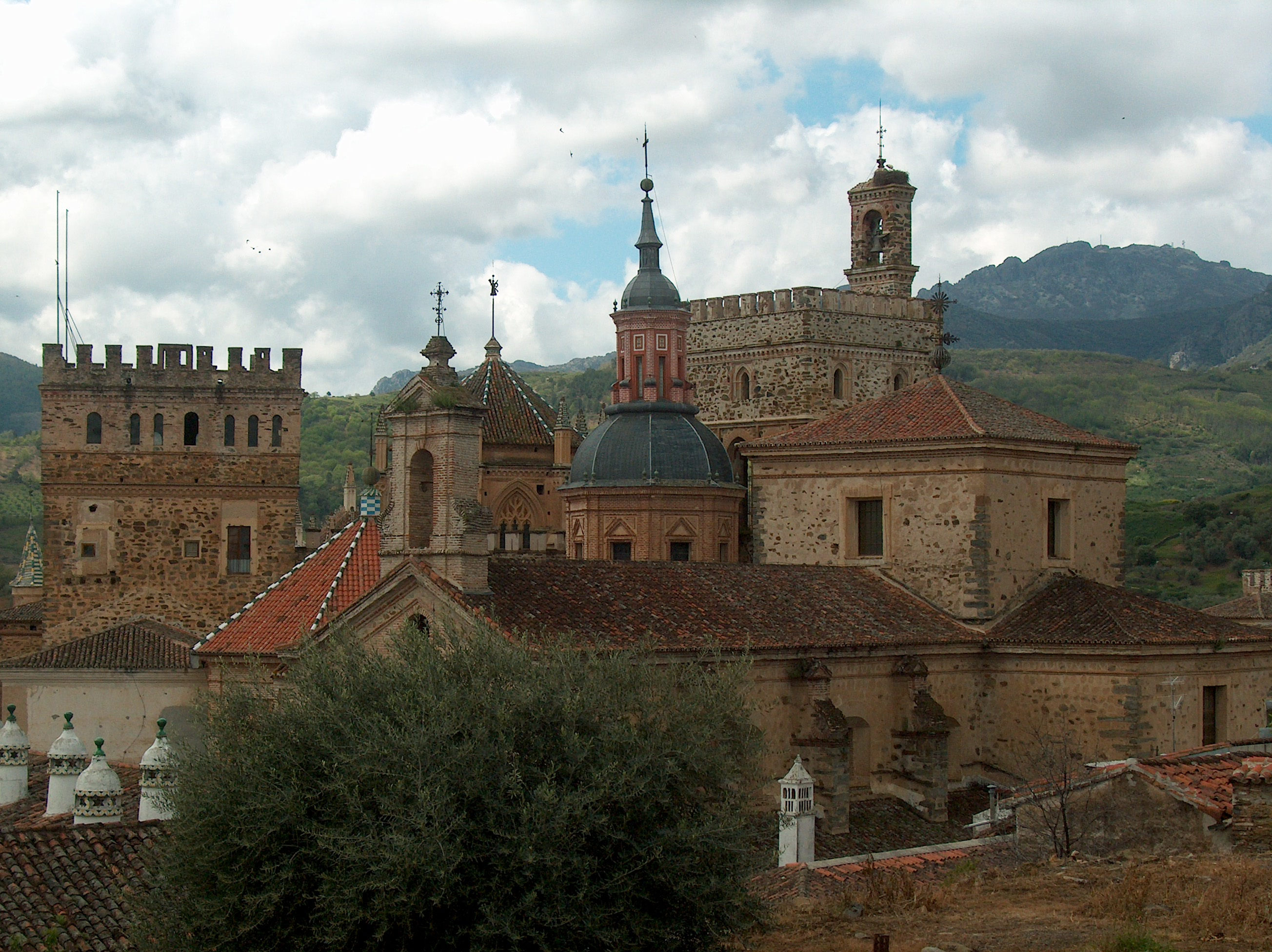
Monastero "Nuestra Señora de Guadalupe"
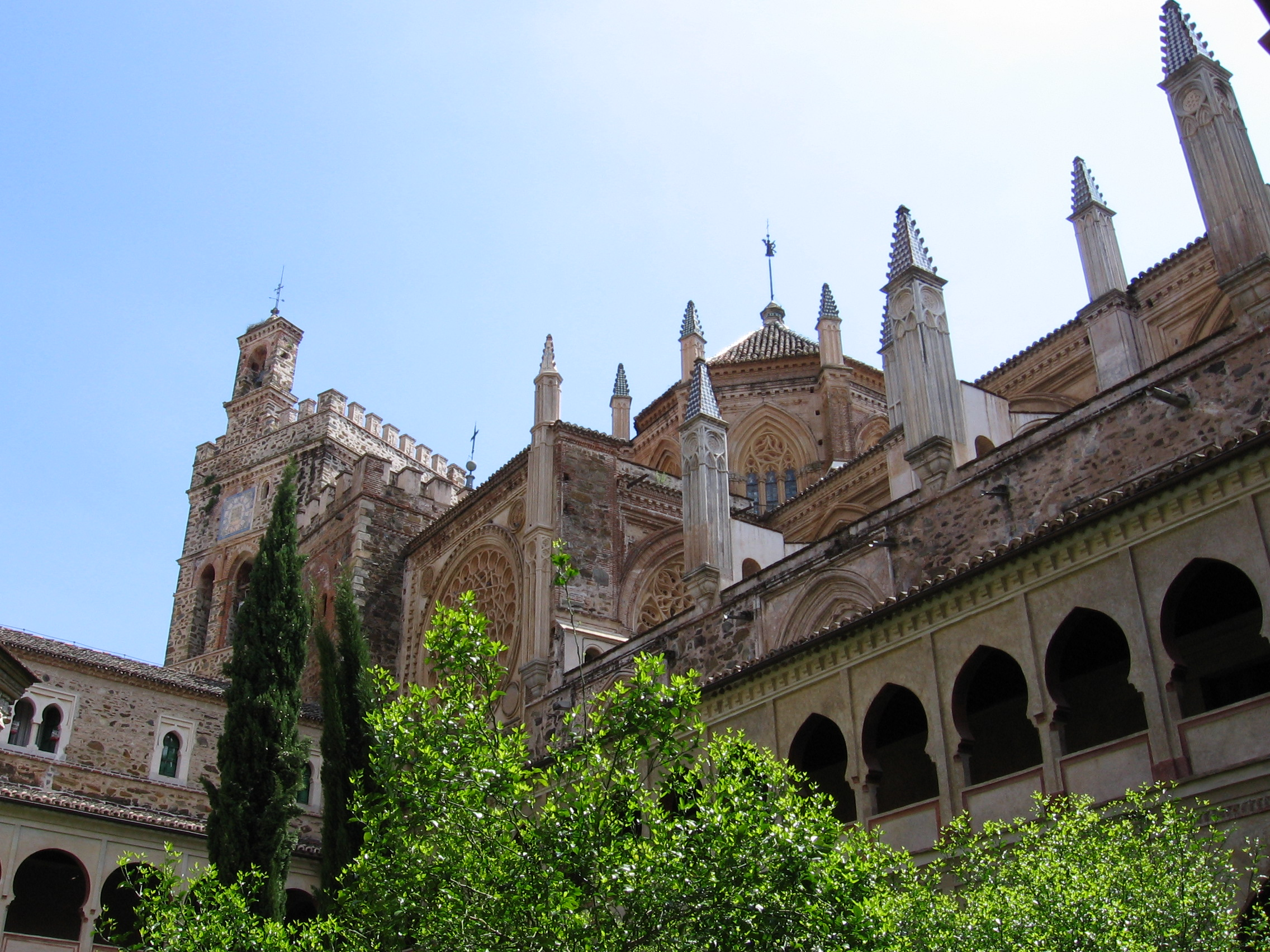
Monastero "Nuestra Señora de Guadalupe"

## Economia
L'economia si basa prevalentemente sul turismo. Nella zona vengono coltivati vite, cereali, olivo e ortaggi. È presente anche l'allevamento di ovini e suini.

## Feste
- 3 febbraio: San Biagio eremita, processione
- 3 maggio: Festa della Croce
- 8 settembre: festa patronale in onore di Santa Maria di Guadalupe.
- 12 ottobre: festa nazionale spagnola, organizzata dalla Reale Associazione dei Cavalieri di Santa Maria di Guadalupe. Dichiarata festa di interesse turistico regionale.